# Сэм и Дейв
Sam & Dave (Сэм энд Дейв) — американский дуэт. Образован 1958 году в городе Мемфис. В состав дуэта входили: Сэм Мур (англ. Samuel Moore; 12 октября 1935, Майами, Флорида, США – 10 января 2025) — вокал и Дейв Прейтер (англ. Dave Prater, 9 мая 1937 года, Осилла, Джорджия, США — 9 апреля 1988, Сикамор, Джорджия, США) — вокал.
До их первого совместного выступления, состоявшегося в майамского клубе «King Of Hearts», Мур пел в баптистском хоре своего отца и выступал с госпел-группой The Melonaires, а Прейтер входил в состав госпел-формации The Sensational Hummingbirds. Владелец клуба «King Of Heart» Джон Ломело стал менеджером дуэта и помог им заключить контракт с нью-йоркским лейблом звукозаписи Foulette Records. В период 1962—1964 годов музыканты записали пять синглов и один альбом, которые спродюсировал ветеран ритм-энд-блюза Генри Гловер. Эти работы не пользовались особым успехом, однако после подписания контракта с лейблом Atlantic Records их рейтинг значительно поднялся (по политическим причинам их пластинки входили на мемфисском лейбле Stax Records, который тогда входил в концерн Atlantic Records). В записях им помогала группа из Мемфиса, а самыми популярными песнями в их исполнении стали песни, написанные Айсеком Хейзом и Дэвидом Портером, например, «You Do not Know Like I Know», «Hold On I’m Coming» (1966), «Soul Man» (1967) и «I Thank You» (1968). Когда в 1968 году компания Stax Records вышла из концерна Atlantic, дуэт Sam & Dave начали переживать артистический и межличностный кризис. Хотя успех сингла «Soul Sister, Brown Sugar» в 1969 году несколько отодвинул на второй план перспективу распада, все же в следующем году, когда Сэм Мор начал сольную карьеру, дуэт прекратил свою деятельность.
Однако после записи трех синглов Сэм снова присоединился к Дейву, и дуэт заключил контракт с лейблом United Artists Records. В семидесятые годы их артистическая деятельность постоянно осложнялась зависимостью от наркотиков и недоразумениями с законом. В 1981 году дуэт распался, а через год Дейв Прейтер создал новую группу Sam & Dave с Сэмом Дэниэлзом (англ. Sam Daniels).
В 1988 году Сэм Мор добился успеха с новой версией песни «Soul Man», которую он записал вместе с Лу Ридом.
В 1992 году дуэт был принят в Зал славы рок-н-ролла. Кроме того, песня «Soul Man» в исполнении Сэма и Дейва входит в составленный Залом славы рок-н-ролла список 500 Songs That Shaped Rock and Roll. Кроме того, сингл Сэма и Дейва с песней «Soul Man» (вышедший в 1967 году на лейбле Stax Records) был в 1999 году принят в Зал славы премии «Грэмми».

## Дискография
- См. «Sam & Dave § Discography» в англ. разделе.